# 都甲惟親
都甲 惟親（とごう これちか）は、鎌倉時代後期の武将。

## 経歴・人物
都甲氏は源経俊を祖先とする豊後国国東郡都甲荘領主で、鎌倉幕府御家人を代々世襲。元寇にて活躍した。文永11年（1274年）の文永の役では筑前鳥飼潟の戦いにおいて奮戦し、その戦功を賞され大友頼泰より書下を与えられる。弘安4年（1281年）弘安の役では子の惟遠と共に肥前鷹島の東浜より上陸し、元軍と奮戦した。